# Mark Rowland
Mark Robert Rowland (7 marzo 1963) è un ex siepista britannico.

## Palmarès
| Anno                                | Manifestazione          | Sede         | Evento       | Risultato | Prestazione | Note |
| ----------------------------------- | ----------------------- | ------------ | ------------ | --------- | ----------- | ---- |
| 1987                                | Mondiali indoor         | Indianapolis | 3000 m       | 4º        | 8'04"27     |      |
| 1988                                | Giochi olimpici         | Seul         | 3000 m siepi | Bronzo    | 8'07"96     |      |
| 1990                                | Europei                 | Spalato      | 3000 m siepi | Argento   | 8'13"27     |      |
| 1994                                | Europei                 | Helsinki     | 3000 m siepi | 4º        | 8'26"00     |      |
| In rappresentanza della Inghilterra |                         |              |              |           |             |      |
| 1990                                | Giochi del Commonwealth | Auckland     | 5000 m       | 7º        | 13'35"69    |      |

## Altre competizioni internazionali
1986
- 7º al Golden Gala ( Roma), miglio - 3'52"99

1987
- 5º al Memorial Van Damme ( Bruxelles), 3000 m siepi - 8'21"03

1988
- Bronzo al DN Galan ( Stoccolma), 3000 m siepi - 8'16"33

1989
- 9º al Memorial Van Damme ( Bruxelles), 5000 m piani - 13'26"27
- 10º ai Bislett Games ( Oslo), 5000 m piani - 13'28"48

1990
- Oro al Giro Media Blenio ( Dongio) - 32'59"

1994
- 8º all'ISTAF Berlin ( Berlino), 3000 m siepi - 8'22"20
- 12º all'Herculis ( Monaco), 3000 m siepi - 8'32"65